# 亚述拉比一世
亚述拉比一世（英語：Ashur-rabi I）（？—前1435年），古亚述时期的亚述国王（公元前1453年—公元前1435年在位）恩利尔-纳西尔一世之子，他死后由亚述纳迪纳赫一世继位。
| 前任： 亚述沙杜尼 | 亚述国王 前1453年－前1435年 | 繼任： 亚述纳迪纳赫一世 |